# مقاطعة يابلونتس ناد نيسو
مقاطعة يابلونتس ناد نيسو (بالتشيكية: Okres Jablonec nad Nisou)‏ هي مقاطعة (أوكريس) في إقليم ليبيريتس في جمهورية التشيك.
عاصمة هذه المقاطعة هي مدينة يابلونتس ناد نيسو.

## أعلام
- ليبور نميتشك

## اقرأ أيضاً
- مقاطعات جمهورية التشيك